# Скалистое (Бахчисарайский район)
Скали́стое (до 1945 года Тав-Бодра́к; укр. Скалисте, крымскотат. Tav Badraq, Тав Бадракъ) — село в Бахчисарайском районе Республики Крым, центр Скалистовского сельского поселения (согласно административно-территориальному делению Украины — Скалистовского сельсовета Автономной Республики Крым).

## Население
| 2001 | 2014  | 2021  |
| ---- | ----- | ----- |
| 2855 | ↗2997 | ↗3121 |

Всеукраинская перепись 2001 года показала следующее распределение по носителям языка
| Язык             | Процент |
| ---------------- | ------- |
| русский          | 72.43   |
| крымскотатарский | 17.27   |
| украинский       | 8.58    |
| другие           | 0.29    |

### Динамика численности
| - 1805 год — 168 чел. - 1864 год — 288 чел. - 1887 год — 401 чел. - 1892 год — 337 чел. - 1897 год — 575 чел. - 1902 год — 337 чел. - 1915 год — 440/70 чел. | - 1926 год — 436 чел. - 1939 год — 710 чел. - 1974 год — 2140 чел. - 1989 год — 2789 чел. - 2001 год — 2855 чел. - 2009 год — 2760 чел. - 2014 год — 2997 чел. |

## Современное состояние
На 2015 год в Скалистом 41 улица и 13 переулков, в 1151 дворе, по данным сельсовета на 2009 год, проживает 2760 человек, площадь села 253,7 гектаров. В селе действуют средняя школа, детский сад «Дружба», амбулатория, отделение почты, есть большая библиотека, детский сад, церковь Рождества Пресвятой Богородицы, мечеть «Тав Бадрак джамиси», магазины, кафе. Центральная усадьба колхоза им. Чапаева, консервный завод, но главное предприятие села — Альминский завод строительных материалов, в карьерах которого, в окрестностях села, добывается альминский камень-известняк. Село связано автобусным сообщением с Бахчисараем и Симферополем. В селе находится памятник в честь партизан Альминского отряда периода Гражданской войны.

## География
Скалистое расположено на северо-востоке района, в начале Второй Гряды Крымских гор, на правом берегу реки Бодрак, левого притока Альмы. Недалеко от села находится самый северный из пещерных городов — Бакла. Скалистое лежит на 2-м километре автодороги 35К-019 Новопавловка — Научный (по украинской классификации — Т-0116) от шоссе 35Р-001 (Симферополь — Севастополь). Расстояние до Бахчисарая — 17 километров и 21 километр до Симферополя. Соседние сёла: Новопавловка — менее 1 км ниже по долине реки и Трудолюбовка в 1,5 километрах выше. Ближайшая железнодорожная станция — Почтовая — в 2 км.

## История
На окраине Скалистого, в гроте Шайтан-Коба, находится археологический памятник мустьерской эпохи — стоянка средне-палеолитического времени, возрастом свыше 40 тысяч лет.
В результате раскопок 2011 года могильника Скалистое III, выявлены следы таврского поселения, перекрытого скифо-сарматскими могилами II—III века н. э.. Возраст захоронений из исследованного в 1960—1961 годах Евгением Веймарном Скалистинского могильника — IV—IX век, причём уже в слоях VI века встречается христианская символика. Таким образом жизнь в селении не прерывалась со времён тавров, и даже после вторжения в Крым готов и боранов между 252 и 259 годом, когда существовавшие ранее поселения в предгорьях были уничтожены, здесь сохранилось прежнее скифо-сарматское население, со временем смешавшееся пришлым гото-аланским.
В документах впервые встречается в джизйе дефтера Лива-и Кефе (Османских налоговых ведомостях) 1634 года, когда, в начале — середине XVII века, вследствие более высоких, чем в Крымском ханстве налогов, христианское население Кефинского санджака переселялось во внутренние районы полуострова, на земли ханства. Есть версия, что греческая община Тав-Бодрака сформирована именно этими беженцами: по вышеупомянутому джизйе на 1634 год в деревне числилось 3 двора иноверцев, все — переселенцы из деревни Бахадыр. В джизйе дефтера Лива-и Кефе 1652 года упомянуты двое бодракских греков, подданных султана, и уточнено, что деревня находится на ханской земле. В последний период существования ханства Бодрак относился к бахчисарайскому каймаканству Мангупского кадылыка, что зафиксировано в Камеральном Описании Крыма 1784 года. После присоединения Крыма к России (8) 19 апреля 1783 года, (8) 19 февраля 1784 года, именным указом Екатерины II сенату, на территории бывшего Крымского Ханства была образована Таврическая область и деревня была приписана к Симферопольскому уезду. После Павловских реформ, с 1796 по 1802 год, входила в Акмечетский уезд Новороссийской губернии. По новому административному делению, после создания 8 (20) октября 1802 года Таврической губернии, Бодрак включили в Актачинскую волость Симферопольского уезда.
В составленной в 1805 году Ведомости о всех селениях в Симферопольском уезде состоящих с показанием в которой волости сколько числом дворов и душ… от 9 октября 1805 года, о деревне Бодрак записано, что в ней в 34 дворах числилось 168 жителей, из которых 162 крымских татарина и 6 цыган, и что земля принадлежала мурзе Али. На военно-топографической карте генерал-майора Мухина 1817 года в Бодраке записано 30 дворов. В 1829 году была проведена волостная реформа, Тав-Бодрак приписали, согласно «Ведомости о казённых волостях Таврической губернии 1829 года», к Яшлавской волости (переименованной из Актачинской). На карте 1836 года в деревне 48 дворов, как и на карте 1842 года.

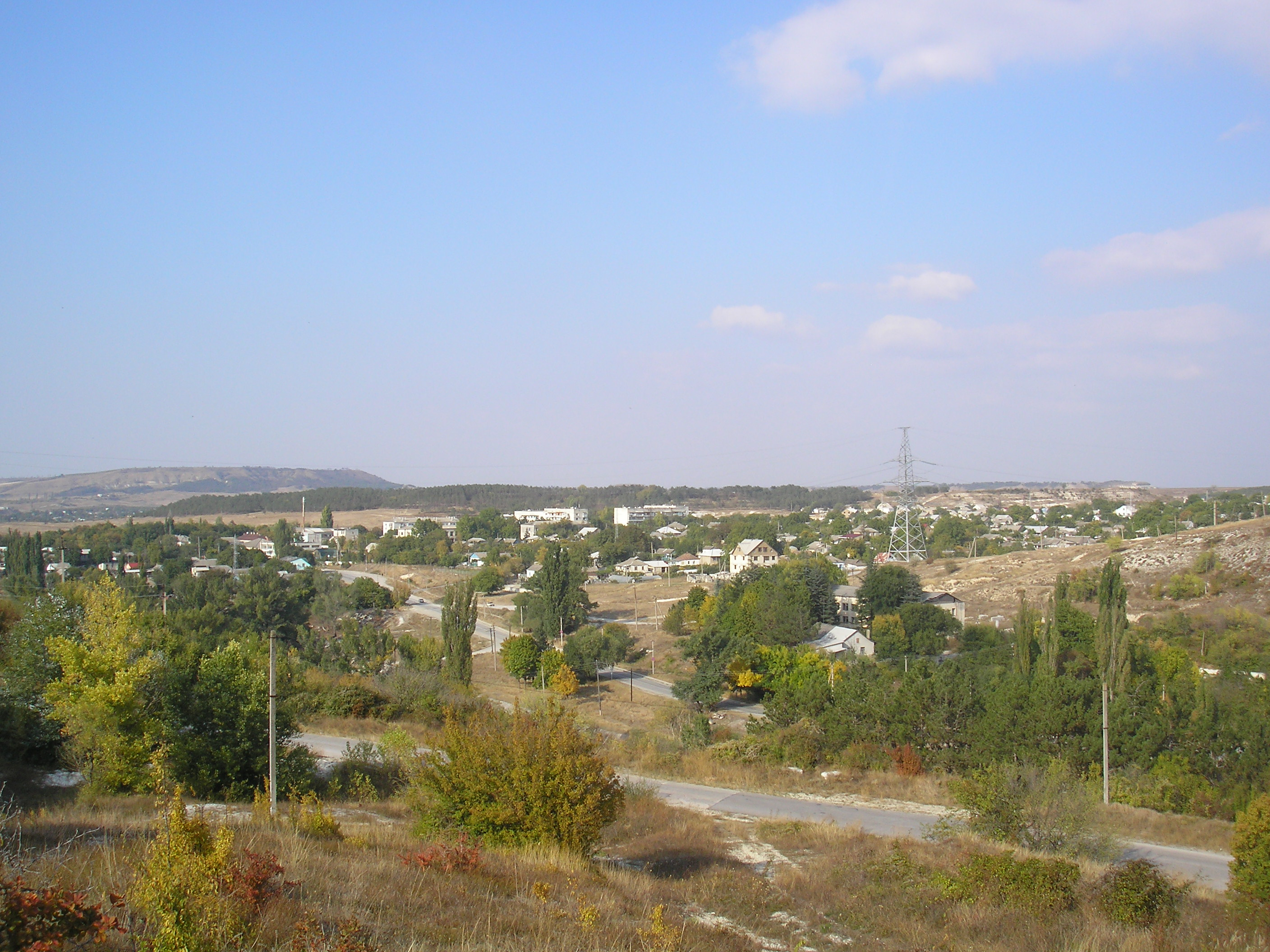
Западная часть села

В 1860-х годах, после земской реформы Александра II, деревню приписали к Мангушской волости. В «Списке населённых мест Таврической губернии по сведениям 1864 года», составленном по результатам VIII ревизии 1864 года, указано, что в крымскотатарской крестьянской общине Тав-Бадрака было 48 дворов, 288 жителей и 1 мечеть при ручье Бадраке. По обследованиям профессора А. Н. Козловского начала 1860-х годов, в селении имелись колодцы с пресной водой глубиной 2—4 сажени, а также жители пользовались водой из речки и многочисленных родников. На трёхверстовой карте Шуберта 1865—1876 года дворов 49. В «Памятной книге Таврической губернии 1889 года» по результатам Х ревизии 1887 года, в деревне в 82 дворах числился 401 житель, столько же на верстовой карте 1890 года с уточнением, что все жители — крымские татары. С начала XIX века село известно «ломкой» известняка, особенно востребованном при строительстве нового Симферополя.
После земской реформы 1890 года село сделали центром Тав-Бадракской волости.
По «…Памятной книжке Таврической губернии на 1892 год» в деревне Тав-Бадрак, входившей в Тав-Бадракское сельское общество, числилось 337 жителей в 62 домохозяйствах и 1902 десятины земли в собственности. По Всероссийской переписи 1897 года в деревне числилось 575 человек, из них 532 крымских татарина, а в Календаре и Памятной книжке Таврической губернии на 1902 год записано 337 человек. В 1909 году в деревне было начато строительство мектеба. По Статистическому справочнику Таврической губернии. Ч.II-я. Статистический очерк, выпуск шестой Симферопольский уезд, 1915 год, в деревне Тав-Бадрак, центре Тав-Бодракской волости Симферопольского уезда, числилось 82 двора с татарским населением в количестве 420 человек приписных жителей" и 70 человек «посторонних». В общем владении было 445 десятин земли, все с землёй. В хозяйствах имелось 90 лошадей, 10 волов, 40 коров, 30 телят и жеребят и 300 голов мелкого скота.
После установления в Крыму Советской власти, по постановлению Крымревкома от 8 января 1921 года была упразднена волостная система и село включили в состав вновь созданного Подгородне-Петровского района Симферопольского уезда, а в 1922 году уезды получили название округов. 11 октября 1923 года, согласно постановлению ВЦИК, в административное деление Крымской АССР были внесены изменения, в результате которых был ликвидирован Подгородне-Петровский район и образован Симферопольский и село включили в его состав. Согласно Списку населённых пунктов Крымской АССР по Всесоюзной переписи 17 декабря 1926 года, в селе Тав-Бодрак Базарчикского сельсовета Симферопольского района, числилось 117 дворов, из них 115 крестьянских, население составляло 463 человека (226 мужчин и 237 женщин). В национальном отношении учтено: 414 татар, 31 русский, 16 украинцев, 1 чех, 1 записан в графе «прочие», действовала татарская школа. Время переподчинения села Бахчисарайскому району пока точно не установлено, известно, что это произошло до 1940 года, тогда же был образован сельсовет.
В 1944 году, после освобождения Крыма от фашистов, согласно постановлению ГКО № 5859 от 11 мая 1944 года, 18 мая крымские татары были депортированы в Среднюю Азию. 12 августа 1944 года было принято постановление № ГОКО-6372с «О переселении колхозников в районы Крыма» по которому в район планировалось переселить 6000 колхозников и в сентябре 1944 года в район приехали первые новосёлы (2146 семей) из Орловской и Брянской областей РСФСР, а в начале 1950-х годов последовала вторая волна переселенцев из различных областей Украины. Указом Президиума Верховного Совета РСФСР от 21 августа 1945 года Тав-Бадрак был переименован в Скалистое и Тав-Бадракский сельсовет — в Скалистовский. С 25 июня 1946 года Скалистое в составе Крымской области РСФСР, а 26 апреля 1954 года Крымская область была передана из состава РСФСР в состав УССР В 1950-х годах был образован колхоз им. Чапаева. С 12 февраля 1991 года село в восстановленной Крымской АССР, 26 февраля 1992 года переименованной в Автономную Республику Крым. С 21 марта 2014 года в составе Крыма аннексирована Россией.
Рядом некоторое время существовало село Озёрное, в период с 1960 по 1968 год, включённое в состав Скалистого.

## Известные уроженцы
Эскендер Фазыл (6 декабря 1934 — 27 февраля 2003) — писатель, публицист, участник крымскотатарского национального движения.